# Iglesia del Carmen (Burgos)
La iglesia del Carmen de Burgos es un templo parroquial católico integrado en el convento de los Padres Carmelitas Descalzos de la capital burgalesa, en Castilla y León, España. Se trata de una construcción moderna, de los años sesenta del siglo XX, y sustituyó a un derribado edificio barroco, el primitivo convento carmelitano, del que no queda ningún resto. Se ubica en la intersección del paseo del Empecinado con la calle del Carmen, entre el río Arlanzón y el Bulevar.
Su construcción fue llevada a cabo bajo la visión del arquitecto Felipe de Abajo Ontañón.
Es la sede de la Hermandad de Nazarenos de Nuestra Señora de la Piedad.

## Historia del convento carmelita
El primitivo conjunto conventual fue levantado a principios del siglo XVII a instancias de la familia de Dña. Catalina de Tolosa, una piadosa dama vizcaína residente en Burgos y amiga de Santa Teresa de Jesús, a la que había ayudado en la fundación en 1582, meses antes de morir la reformadora carmelitana, del femenino Convento de San José y Santa Ana, en la misma ciudad. La fundación de un convento para monjes del Carmen Descalzo en las cercanías de Burgos había sido una de las disposiciones testamentarias de la madre Catalina de Jesús en 1596. Tras obtener el permiso del concejo municipal, las obras del cenobio teresiano se desarrollaron hasta 1611, fecha en que lo estrenó una reducida comunidad de frailes que estaba instalada en Burgos desde 1606. 
En el siglo XVIII el convento y la iglesia, cuyas fábricas respondían a un estilo conventual protobarroco de acuerdo con la tipología carmelitana, fueron agrandados. Cuando la invasión francesa de 1808 el Convento sufrió graves destrucciones y expolio. Recuperado y rehabilitado por los monjes en 1813, su destino quedó sellado con la Desamortización de 1835, que supuso su exclaustración, la partición de la hacienda y su venta a diferentes postores. La vida conventual fue restablecida en 1877. En 1879, el Carmen burgalés fue destinado a Colegio Mayor de Filosofía y Teología de la Orden, función que sigue desempeñando en la actualidad.
A finales del siglo XIX se dotó al Convento de un segundo piso para celdas de colegiales. En 1963 se acometió otra transformación, esta vez para dotar de residencia independiente a los hermanos que debían de aplicarse a los oficios y servicios del Colegio Mayor.

## La iglesia moderna

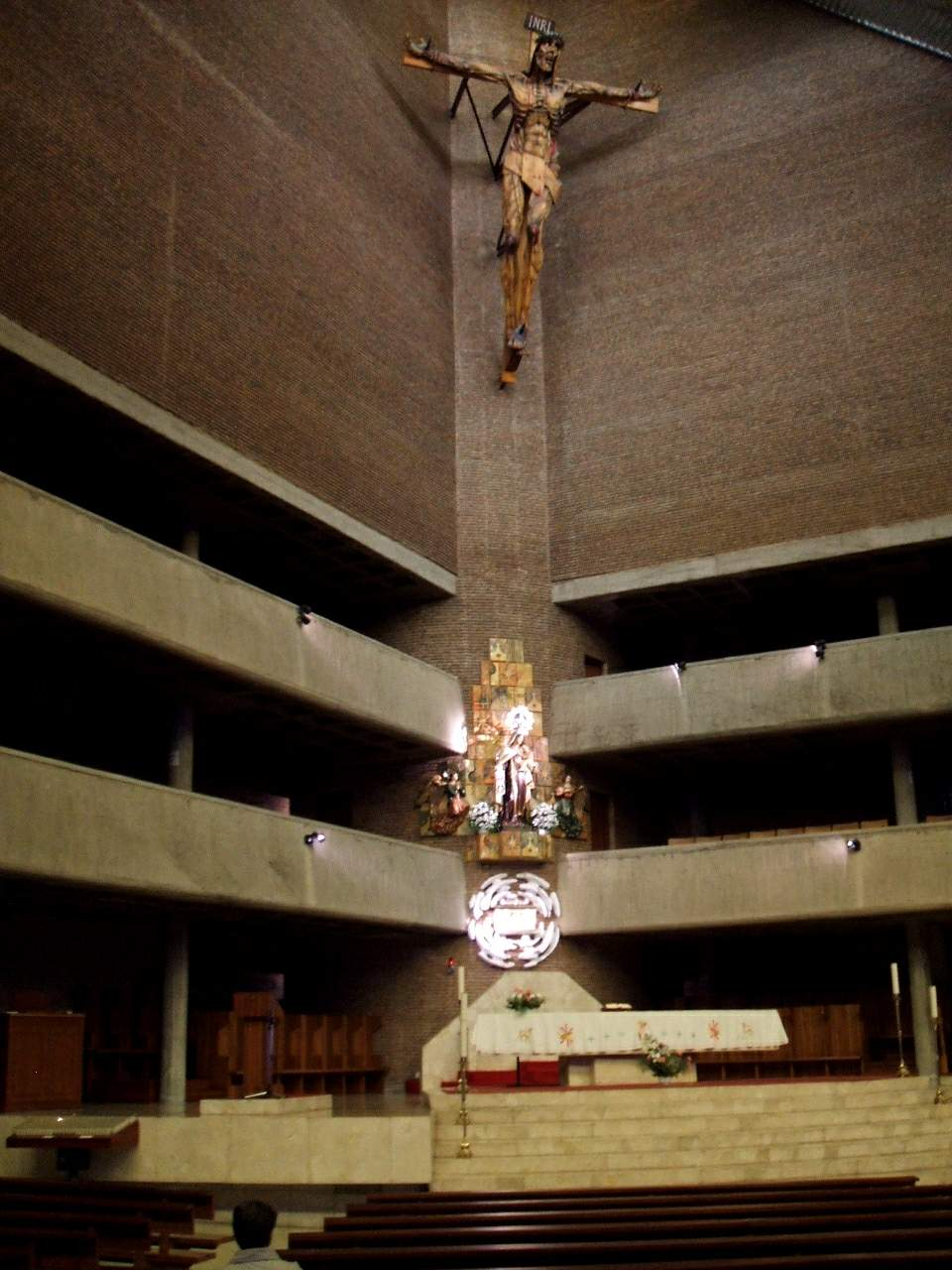
Interior de la moderna iglesia.

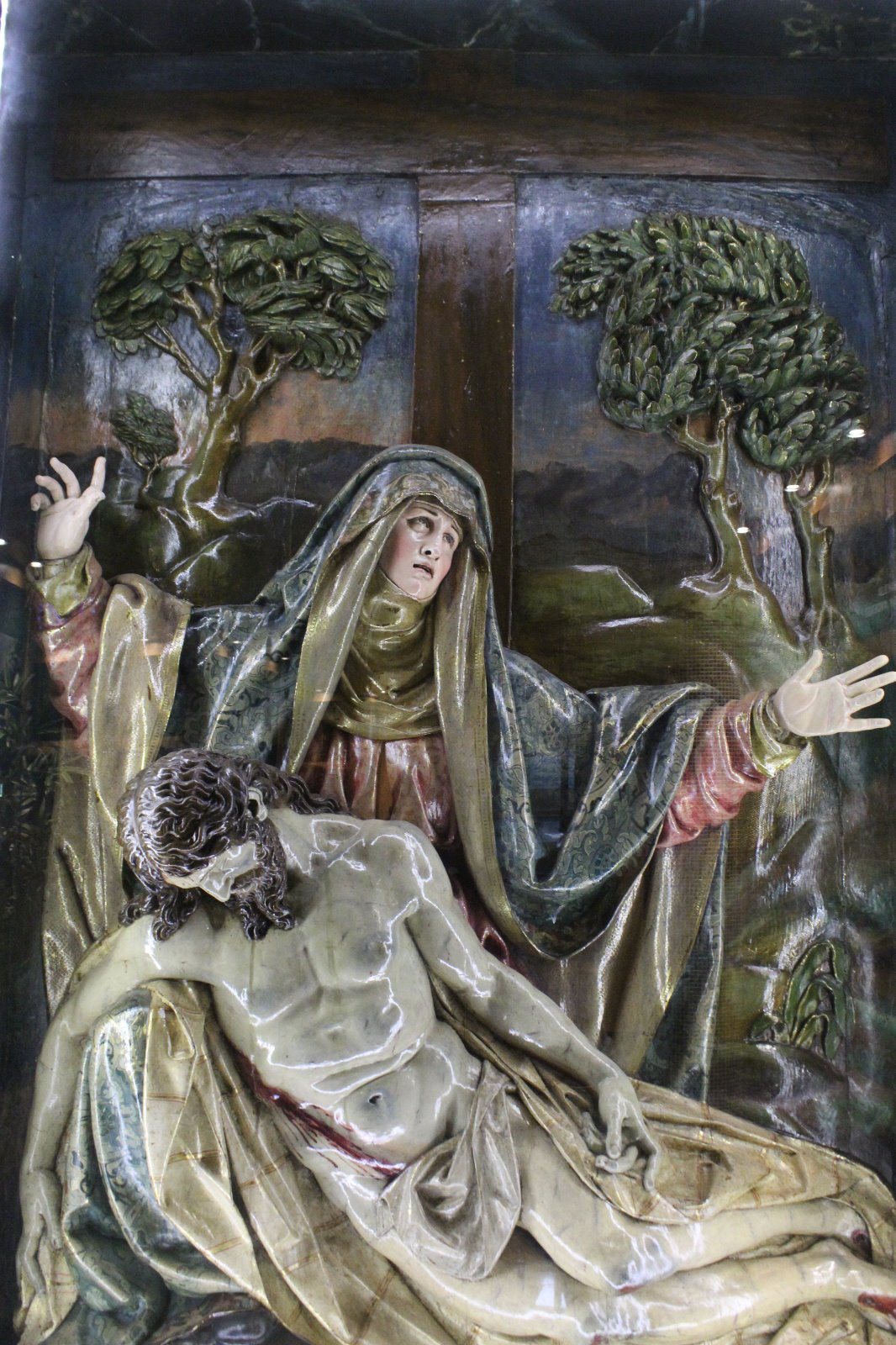
Relieve de la Piedad (1610-1612), Gregorio Fernández.

En 1966, en una decisión muy controvertida, y que además no contó con licencia municipal o gubernativa, los Carmelitas optaron por demoler la vieja fábrica barroca, claustro procesional incluido, y levantar en el solar unas instalaciones modernas. El Ayuntamiento de Burgos sancionó a la Comunidad con una multa simbólica (cincuenta pesetas) por haber empezado el derribo sin permiso legal. En 1968 se inauguró la nueva iglesia, construida con hormigón, ladrillo y pizarra por los arquitectos Felipe Abajo y Pedro Gutiérrez en un estilo contemporáneo funcional. Exteriormente llama la atención su silueta piramidal escalonada e interiormente, la esbeltez y la claridad de volumen.
La única pieza del mobiliario antiguo que se conserva es, en el columbario de la iglesia, un valioso relieve de la Piedad que perteneció al retablo facturado en 1612 por Juan de Muniátegui. Según el especialista Martín González, esta Piedad podría ser obra temprana de Gregorio Fernández. Del mobiliario contemporáneo, hay que destacar el monumental Crucificado que preside el altar mayor, obra expresionista del escultor Jaume Perelló i Miró. La iglesia funciona como templo parroquial y celebra culto regular. Es sede también de la Hermandad de Nazarenos de Nuestra Señora de la Piedad, titular del paso de la Semana Santa burgalesa Nuestra Señora de la Piedad.

## Galería de imágenes

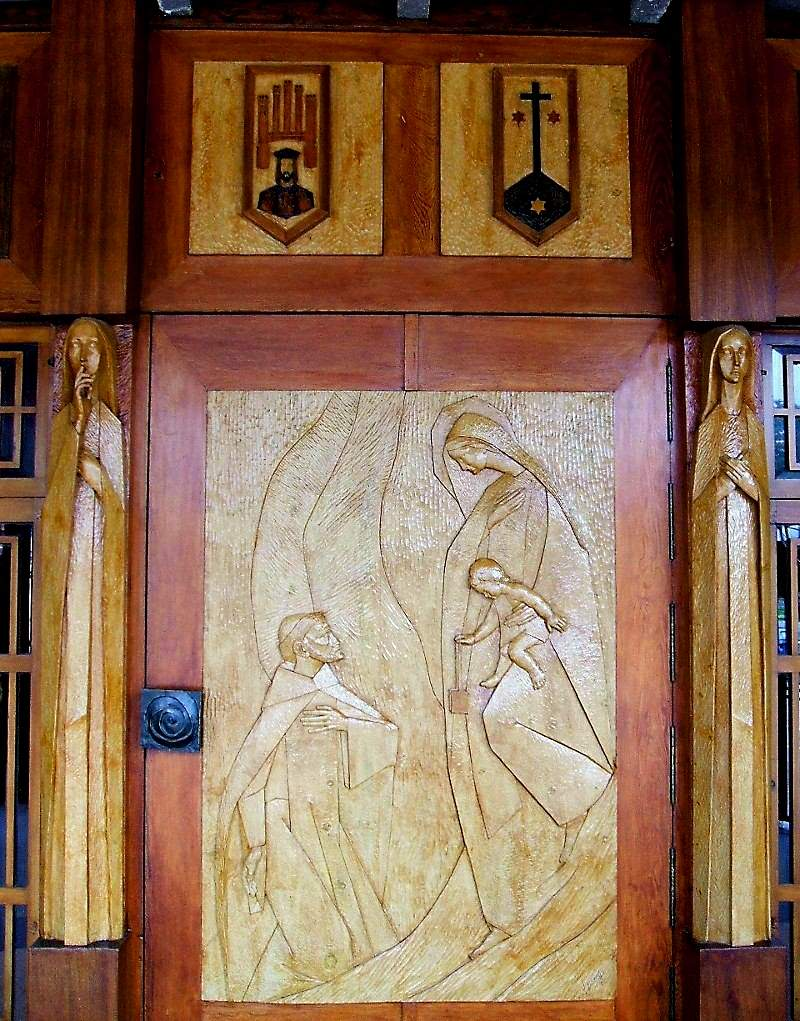
Puertas de la iglesia
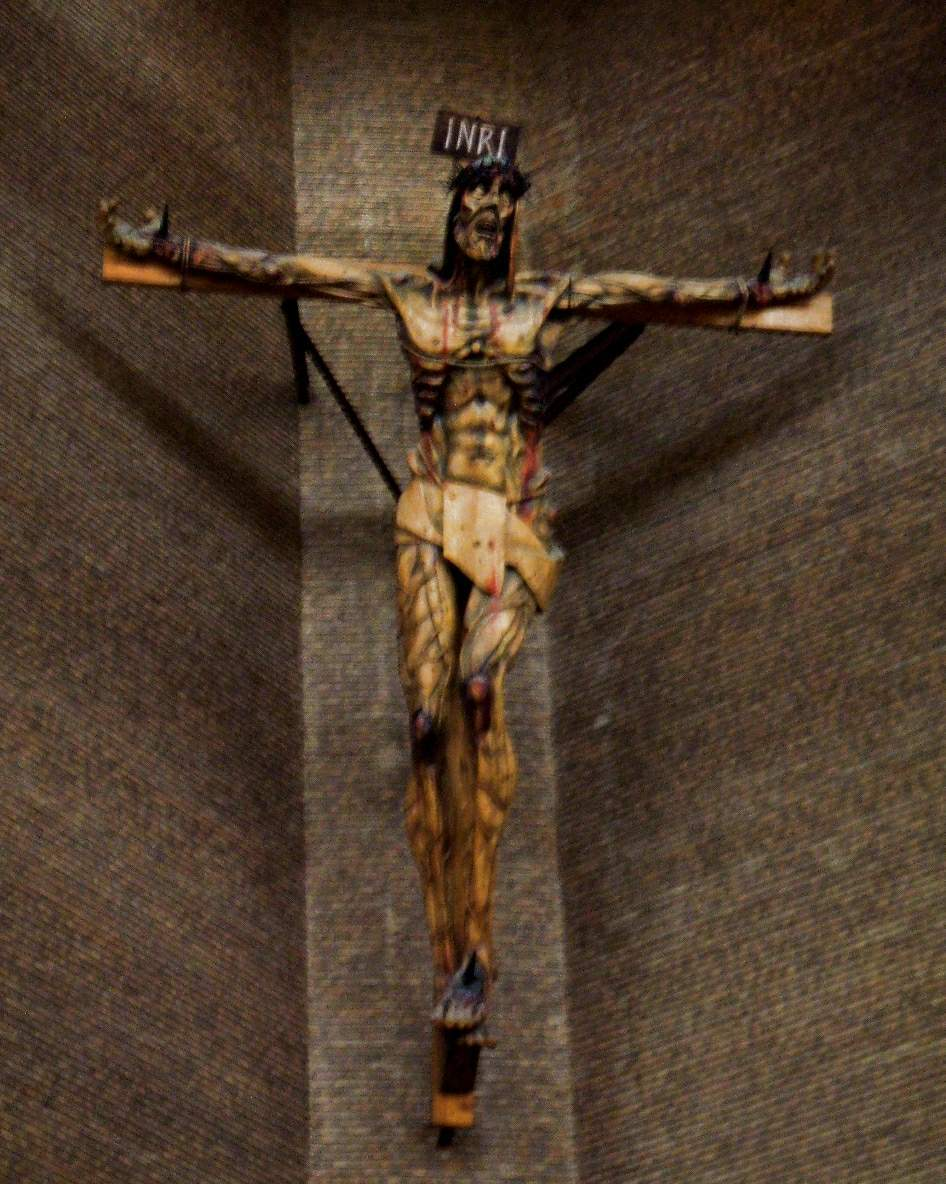
Crucificado, de Perelló